# Poul Cadovius

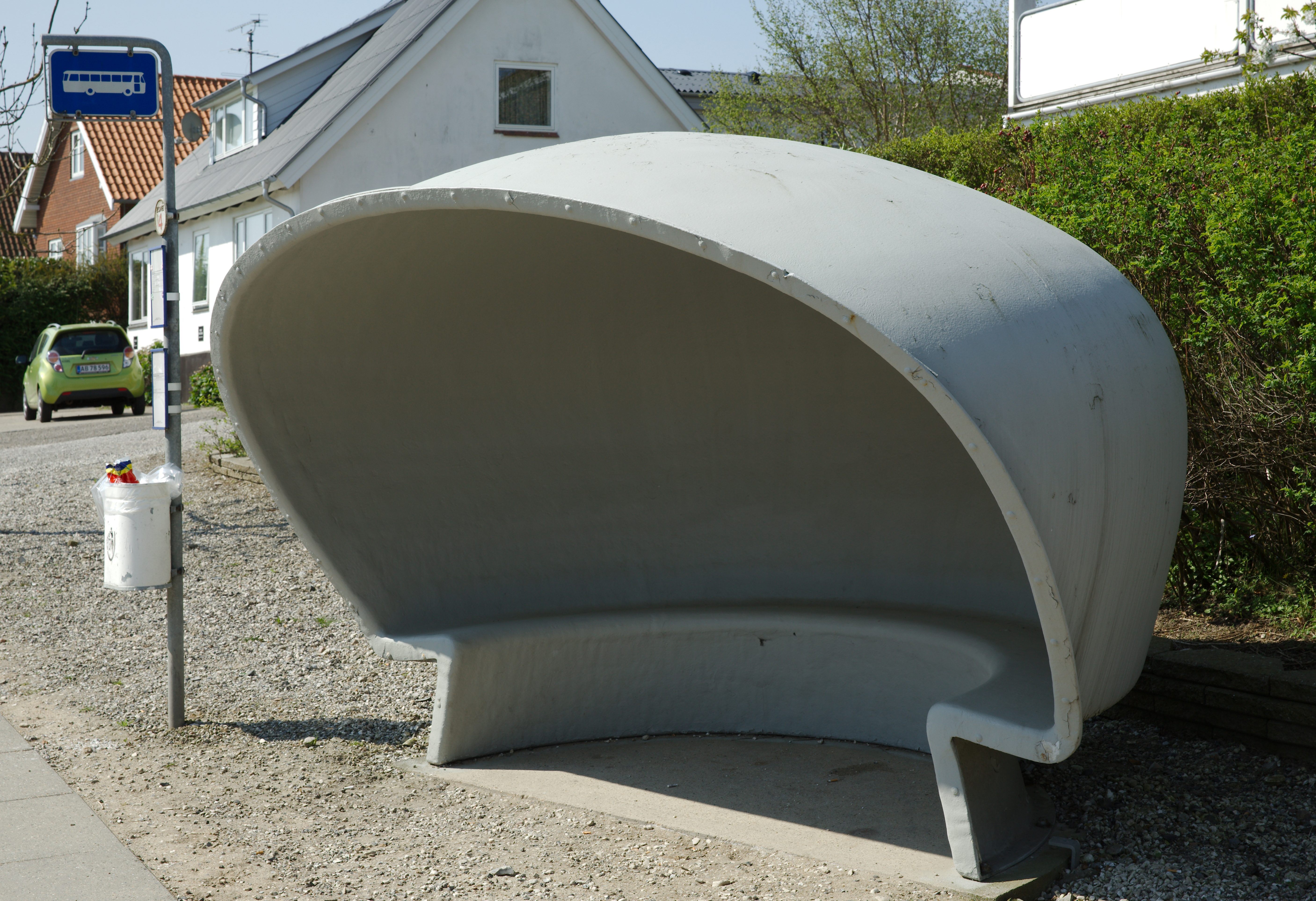
Bushokje ontworpen door Poul Cadovius

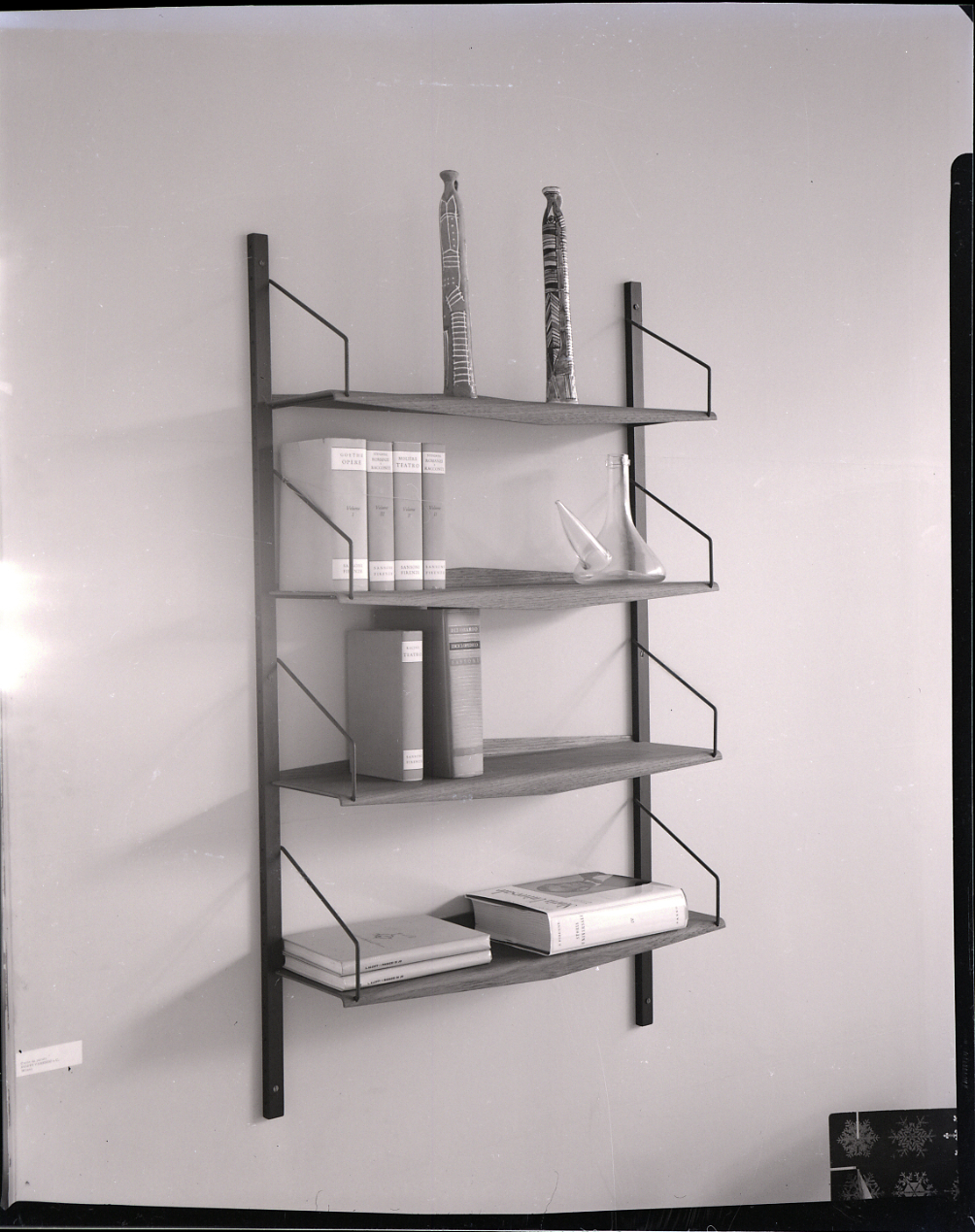
System Ultra DK3 (1957), Poul Cadovius. Winnaar zilveren medaille, Triënnale van Milaan 1957.

Poul Cadovius (Frederiksberg, 27 september 1911 - maart 2011) was een Deense meubelontwerper en -fabrikant.
In 1945 richtte hij het meubelproductiebedrijf Royal System op, dat fabrieken had in Denemarken en eigen afdelingen en licentiefabrieken in het buitenland.
Hij was een ontwerper van onder meer Royal System, System Ultra, System Cado, system abstracta en Cadomus. In Nederland had Meubelfabriek Deco (Varsseveld) de licentie om de wandrekken van Royal System te vervaardigen. Als meubelontwerper werkte hij als een van de eersten met kunststoffen. Hij ontwierp ook de schelpvormige bushokjes.
Poul Cadovius was de zoon van Nikolaj Cadovius (†1949) en Agnes Jensen (†1972).